# Калілу Траоре
Калілу Траоре (фр. Kalilou Traoré, нар. 9 вересня 1987, Бамако) — малійський футболіст, що грав на позиції опорного півзахисника, зокрема за національну збірну Малі.

## Клубна кар'єра
У дорослому футболі дебютував 2004 року виступами на батьківщині за команду «Реал Бамако», в якій провів два сезони, взявши участь у 43 матчах чемпіонату. 
2006 року перейшов до мароккансткого «Відада» (Касабланка). У новій команді не став основним гравцем і за рік був відданий в оренду до ішої місцевої команди, «Атлетіко» (Агадір).
2008 року перебрався до Європи, приєднавшись до хорватського «Істра 1961». Непогано проявив себе у хорватському чемпіонаті, і в ньому були зацікавлені представники лідерів місцевого футболу, утім малієць обрав варіант продовження кар'єри в Данії, приєднавшись 2010 року до «Оденсе». Протягом двох років був основним гравцем цієї команди.
У вересні 2012 року за 1,75 млн, євро перейшов до французького «Сошо». Протягом першого сезону у Франції взяв участь в 11 іграх Ліги 1, після чого був переведений до другої команди клубу, а влітку 2014 року клуб і гравець узгодили умови розірвання контракту. У подальшому варіантів продовження професійної кар'єри футболіста не знайшов.

## Виступи за збірну
2010 року дебютував в офіційних матчах у складі національної збірної Малі.
У складі збірної був учасником Кубка африканських націй 2013 року в ПАР, де малійці здобули бронзові нагороди.
Загалом протягом кар'єри в національній команді, яка тривала 4 роки, провів у її формі 17 матчів, забивши 1 гол.